# Lac glaciaire
Ne doit pas être confondu avec Lac proglaciaire, Lac périglaciaire, Lac subglaciaire ou Lac supraglaciaire.

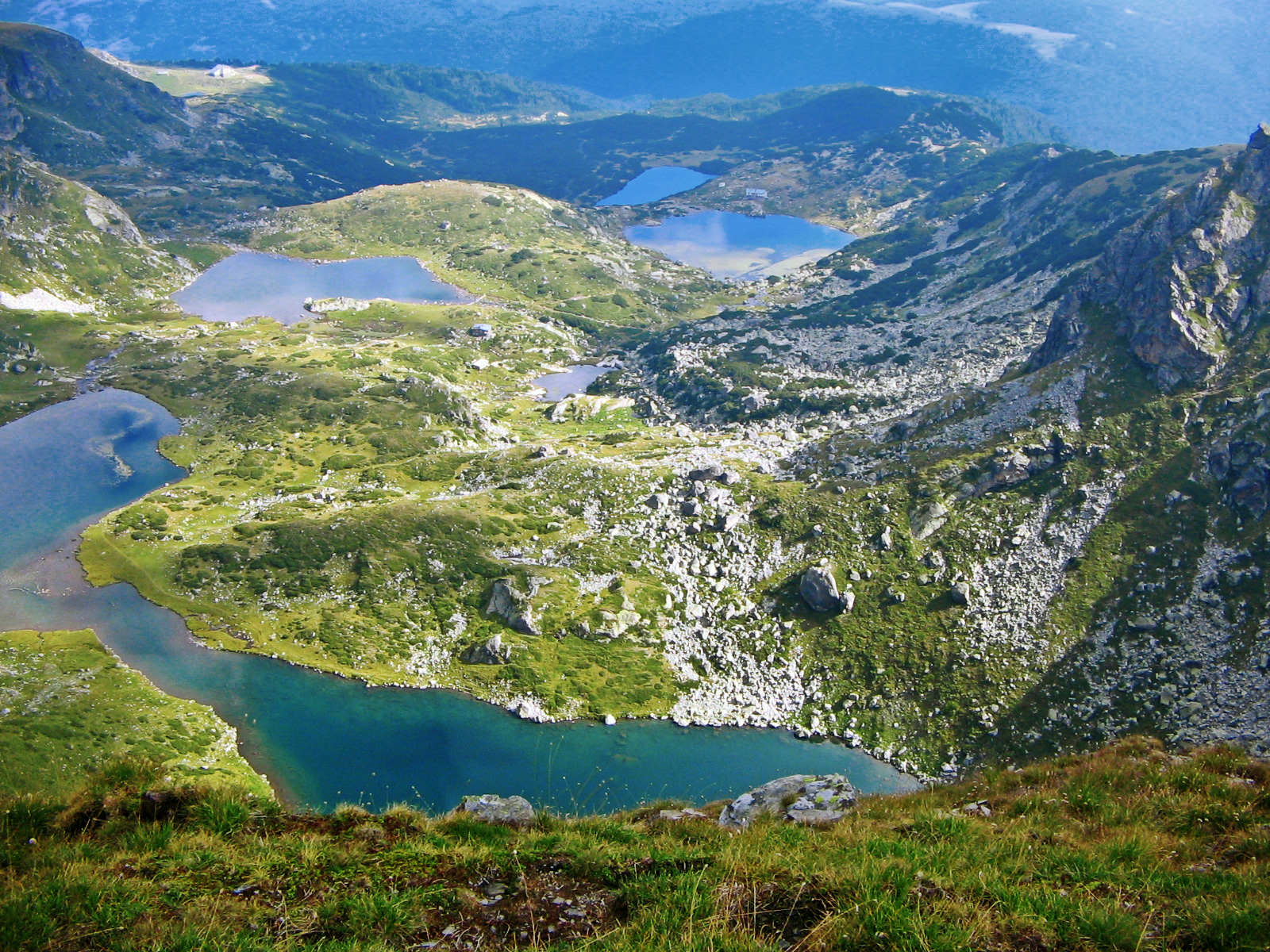
Les lacs de Rila en Bulgarie sont des exemples types de lacs d'origine glaciaire.

Formation de lacs glaciaires lors du recul d'un glacier.

Un lac glaciaire est un lac qui occupe un creux résultant de l'érosion par un glacier (il s'agit souvent d'un ombilic glaciaire). Il faut distinguer le lac glaciaire du lac proglaciaire qui est issu des eaux de fonte d'un glacier et du lac morainique qui se forme derrière une moraine frontale après retrait du glacier.

## Formation
Un glacier en recul laisse souvent des blocs de glace, dans des cavités entre les drumlins ou les collines. À la fin d'une période glaciaire, cette glace fond pour former des lacs. Ces lacs sont souvent entourés de drumlins ainsi que d'autres formations glaciaires telles que les moraines, les eskers et des figures d'érosion comme des stries glaciaires.
Toutefois, ces lacs glaciaires existent aussi avant la disparition du glacier. Ils sont là aussi issus de la fonte de ce dernier. Ils peuvent être sous-glaciaires, coincé entre le glacier et sa moraine frontale, ou encore sur glaciaire, coincé en amont du glacier par la roche et le glacier lui-même. Ils peuvent également être intra-glaciaire, c'est-à-dire, littéralement coincé à l'intérieur du glacier. Dans ces trois cas, ces lacs représentent un risque certain.

## Typologie
Lorsqu'un lac glaciaire est long et étroit, en forme de doigt, situé dans le fond d'une vallée glaciaire et est issu de l'érosion glaciaire au niveau d'une alternance de roches plus meubles, il est qualifié de rubaniforme. C'est le cas des lacs Windermere, Washington et Ullswater.

## Exemples
- les Grands Lacs américains
- la plupart des lacs alpins sont des lacs d'origine glaciaire, comme le lac Léman ou le lac de Zurich.

## Risques
Il existe un risque de vidange brutale de ce type de lac, en cas de rupture du barrage formé de moraines friables et instables. Ce risque s'aggrave avec le réchauffement climatique. De nouveaux lacs glaciaires se sont effectivement récemment formés et des vidanges brutales se multiplient,,. La prévision de ce type d'évènement est difficile,. Début 2023, une étude scientifique indique que plus de 15 millions de personnes dans le monde pourraient subir les conséquences d'une inondation due à la vidange brutale d'un lac glaciaire, celles exposées aux risques les plus forts étant des habitants de régions montagneuses d'Asie (particulièrement en Inde, au Pakistan et en Chine) ou d'Amérique du Sud (particulièrement au Pérou), notamment lorsqu'elles vivent à proximité d'un lac glaciaire et que les moyens de répondre à une catastrophe sont limités,.
Ainsi, dans le parc national de Sagarmatha au Népal, de petits étangs de fonte de glace se sont réunis pour former un grand lac (dizaines de millions de mètres cubes) qui pourrait déclencher une catastrophe s'il se déversait brutalement dans les vallées. De 1941 à 1950, trois vidanges brutales ont été enregistrées dans les Andes au Pérou. Elles ont engendré plus de 10 000 morts, et emporté des élevages, des cultures et des infrastructures vitales. D'autres vidanges brusques de lacs glaciaires ont eu lieu, par exemple dans le Nord-Est de l'Inde le 4 octobre 2023 (faisant au moins 70 morts, 8 000 personnes sans-abri et de nombreuses destructions matérielles), et, semble-t-il, dans les Alpes françaises en juin 2024 (lors d'un évènement météorologique et d'une crue torrentielle ayant ravagé le hameau de la Bérarde) et dans le village de Thame (vallée du Khumbu, Népal) le 16 août 2024,.
La gestion du risque passe par la surveillance à distance (vues satellites, photos aériennes), des contrôles et d'éventuelles consolidation des moraines ainsi que par la construction de canaux ou siphons destinés à contrôler le niveau des lacs glaciaires à risque. Certains lacs glaciaires considérés comme menaçant de se vidanger brusquement ont connu une vidange provoquée par l'humain afin de réduire le risque en aval (cela a par exemple été le cas pour deux lacs des Alpes françaises en 2023),,,.

## Écologie
Les eaux des lacs glaciaires sont souvent claires et oligotrophes mais peuvent aussi présenter une couleur verte, du fait de la présence de fines particules minérales (farine de roche) favorisant la présence de populations importantes d'algues.
En période chaude la végétation peut s'y développer. Ces lacs peuvent alors modifier l'écotone que constitue la limite supérieure des arbres.